# Natalia Gordienko
Natalia Gordienko (Chisinau, 11 december 1987) is een Moldavische zangeres.

## Biografie
Natalia komt uit een architectenfamilie. Ze specialiseerde zich in eerste instantie met name in wiskunde, biologie en scheikunde. Natalia zong trouw in het koor van de middelbare school. Vervolgens besloot ze ook die richting in te slaan. Zo volgde ze pianolessen en zat ze meer dan tien jaar in een dansensemble.
Reeds vanaf haar vijftiende levensjaar nam Natalia deel aan diverse talentenjachten. Uiteindelijk won ze drie nationale en zes internationale wedstrijden en werd ze een nationale beroemdheid in Moldavië.

## Eurovisiesongfestival
Sinds 2005 is Natalia de hoofdzangeres van de band Millennium. In dat jaar werd de band derde tijdens de Moldavische preselectie voor het Eurovisiesongfestival 2005.
In 2006 deed Natalia weer een gooi om Moldavië op het Eurovisiesongfestival 2006 te mogen vertegenwoordigen. Ditmaal won ze de nationale finale, waardoor ze inderdaad voor haar land naar Athene mocht, waar het festival dat jaar werd gehouden. Samen met zanger Arsenium, bekend van de jongensgroep O-Zone, trad ze aan met het liedje Loca. Overigens hoefden Arsenium en Natalia zich niet van tevoren te kwalificeren in de halve finale, maar konden ze direct door naar de finale. Helaas kwamen ze niet verder dan de 20ste plaats. Ze kregen slechts 22 punten, waarvan 12 van buurland Roemenië.
In 2007 won ze wel het New Wave-festival waar alleen oud-Sovjet-landen aan deelnemen.
Gordienko kwam in 2020 weer door de Moldavische voorselectie en mocht haar land vertegenwoordigen op het Eurovisiesongfestival 2020 met het lied Prison. Het festival werd evenwel geannuleerd. In januari 2021 werd ze door de Moldavische openbare omroep evenwel intern geselecteerd voor deelname aan het Eurovisiesongfestival 2021. Met SUGAR haalde ze de finale, waar ze 13de werd.
2005: Zdob și Zdub · 
2006: Arsenium & Natalia Gordienko · 
2007: Natalia Barbu · 
2008: Geta Burlacu · 
2009: Nelly Ciobanu · 
2010: SunStroke Project & Olia Tira · 
2011: Zdob și Zdub · 
2012: Pasha Parfeny · 
2013: Aliona Moon · 
2014: Cristina Scarlat · 
2015: Edoeard Romanjoeta · 
2016: Lidia Isac · 
2017: SunStroke Project · 
2018: DoReDoS · 
2019: Anna Odobescu · 
2021: Natalia Gordienko · 
2022: Zdob și Zdub & Frații Advahov · 
2023: Pasha Parfeny · 
2024: Natalia Barbu
- International Standard Name Identifier: 0000 0004 0692 5506
- MusicBrainz: e6769362-0ddf-4bef-9eb3-3a032aaedb98
- Virtual International Authority File: 2142154260336124480000